# Greyson Nekrutman
Greyson Nekrutman (Long Island; 13 de junio de 2002) es un músico estadounidense, actual baterista de la banda brasileña de thrash metal Sepultura. Anteriormente fue baterista de la banda de crossover thrash Suicidal Tendencies.

## Biografía
Nekrutman comenzó a tocar la batería a los 4 años y le enseñaron muchos géneros, incluidos latín, jazz y rock. Se hizo conocido como baterista de jazz y big band, siendo influenciado por artistas como Sonny Payne, Louie Bellson, Buddy Rich, Gene Krupa, Max Roach y Art Blakey, así como otros bateristas influenciados por el jazz como Carter Beauford, Mitch Mitchell y Ginger Baker.
Aparece en el álbum 11.12.21 Live-In-Studio Nashville de William DuVall (Alice in Chains), que se lanzó en junio de 2022.
Obtuvo más reconocimiento cuando se unió a la banda Suicidal Tendencies en abril de 2023, reemplazando a Brandon Pertzborn. Permaneció en la banda hasta febrero de 2024 cuando se unió a Sepultura, reemplazando a Eloy Casagrande.